# 483 av. J.-C.
Cette page concerne l'année 483 av. J.-C. du calendrier julien proleptique.

## Événements
- 16 août : début à Rome du consulat de Marcus Fabius Vibulanus et Lucius Valerius Potitus Publicola[1].

- Théron, tyran d’Agrigente chasse Terillos, le tyran d'Himère, qui  avec Sélinonte avait recherché l'aide de Carthage[2].
- Gélon, le tyran de Géla détruit Megara Hyblaea[3].

- Découverte d’un filon de plomb argentifère à Maronée, près de Laurion en Attique[4].

- Thémistocle est appelé au pouvoir à Athènes. Il persuade les Athéniens de construire une flotte de trières avec l’argent des mines du Laurion. Une loi navale est votée et Athènes se dote d’une importante flotte (200 trières en 480 av. J.-C.) pour lutter contre les Perses. Thémistocle rencontre l’opposition des aristocrates, qui craignent que cette politique ne renforce la puissance des thètes (citoyens pauvres composant les équipages) au détriment des petits et moyens propriétaires (hoplites, infanterie lourde)[5].

- Ostracisme d’Aristide, qui s’opposait à la politique navale[6].

- Date possible du Premier concile bouddhique à Rajagriha (actuelle Rajgir), royaume de Magadha[7]. Il est présidé par Mahākāshyapa.

## Décès
- Mai : Siddhartha Gautama, fondateur du Bouddhisme (date possible).